# Vile Bodies
Vile Bodies é o segundo romance de Evelyn Waugh, publicado em 1930. Ele satiriza os jovens ricos que celebram em Londres após a Primeira Guerra Mundial, e a imprensa que se alimentou de seus feitos. O título original era Bright Young Things, foi alterado por Waugh porque ele achava que a frase havia se tornado muito clichê, uma vez que foi usado na adaptação cinematográfica de Stephen Fry em 2003. O título eventual aparece em um comentário feito pelo narrador do romance em referência ao estilo de vida festeiro dos personagens: "Toda aquela sucessão e repetição de humanidade em massa (...) Esses corpos vis (...)". O livro foi dedicado a BG e DG, amigos de Waugh, Bryan Guinness e sua esposa Diana.

## Repercussão
Fortemente influenciado pelo cinema e pelo estilo desconexo de TS Eliot, Vile Bodies é o romance mais ostensivamente "moderno" de Waugh. Fragmentos de diálogo e rápidas mudanças de cena são mantidos juntos pelo narrador seco e quase perversamente imperturbável. Waugh disse que foi o primeiro romance em que grande parte do diálogo ocorre ao telefone. O livro muda de tom de brincadeira alegre para desolação sombria (o próprio Waugh mais tarde atribuiu isso ao colapso de seu primeiro casamento no meio da composição do livro). Alguns defenderam o final pessimista do romance como uma reversão poeticamente justa das convenções do romance cômico.

## Legado
David Bowie citou o romance como a principal influência em sua composição da música "Aladdin Sane".
Uma adaptação cinematográfica, intitulada Bright Young Things, foi lançada em 2003, escrita e dirigida por Stephen Fry.